# Akechi Mitsuhide
Akechi Mitsuhide, 明智 光秀? (Mino, 10 marzo 1528 – 2 luglio 1582), è stato un generale giapponese.
Fu leader del clan Akechi e uno dei più importanti generali al servizio del daimyō Oda Nobunaga, di cui causò la morte. Viene ricordato come "il traditore più famoso nella storia del Giappone".

## Biografia

### L'ascesa
Nacque nella provincia di Mino, fu un amante della poesia e del cha no yu, e compì le sue prime imprese militari al servizio di Ashikaga Yoshiaki e Asakura Yoshikage. Mitsuhide iniziò a servire Oda Nobunaga nel 1566 dopo la conquista da parte di quest'ultimo della provincia di Mino; nel 1571, in qualità di suo vassallo, ricevette in feudo il territorio di Sakamoto (con rendite pari a 100.000 koku).
Ben presto divenne uno dei più fidati uomini di Nobunaga e ricevette l'incarico di pacificare la regione di Tamba e porla sotto al controllo del suo signore; le sue campagne militari contro i clan locali ebbero successo e una volta conquistato il territorio ricevette come ricompensa il castello di Kamiyama situato proprio in quella regione e divenne il governatore della provincia di Hyūga.

### Il tradimento
Nel 1579 conquistò il castello di Yakami appartenente a Hatano Hideharu e negoziò con lui i termini per la pacificazione, tuttavia Nobunaga disattese gli accordi presi dal suo vassallo e fece giustiziare Hideharu. Questo gesto fu avvertito come una grave offesa dal clan Hatano, che si vendicò nei confronti di Mitsuhide uccidendone la madre, che era stata inviata come ostaggio durante le trattative. Questo fu probabilmente uno dei motivi che portarono al tradimento nei confronti di Nobunaga: il 21 giugno 1582 Nobunaga si rifugiò nell'Honnō-ji, un tempio di Kyoto, per sfuggire al tentativo di colpo di Stato di Mitsuhide e quest'ultimo appiccò le fiamme all'edificio. Non si sa con certezza se Nobunaga morì a causa dell'incendio o se fece in tempo a compiere seppuku prima di essere sopraffatto dal fuoco.
Quando si diffuse la notizia della morte di Nobunaga, Toyotomi Hideyoshi e Tokugawa Ieyasu radunarono i propri eserciti e si misero all'inseguimento di Mitsuhide con l'intento dichiarato di vendicare Nobunaga, ma in realtà con lo scopo di diventarne il successore. Hideyoshi fu il primo a trovarlo e lo sconfisse nella battaglia di Yamazaki, durante la quale Mitsuhide fu ucciso da un bandito chiamato Nakamura Chōbei. Per le circostanze della sua morte venne soprannominato Jūsan-kobū (it: Shōgun dei tredici giorni).

## Riferimenti nella cultura di massa
Il personaggio di Akechi Mitsuhide, per la sua figura ambigua e difficilmente collocabile, è stato più volte citato all'interno di opere narrative, cinematografiche e in alcuni videogiochi.
Una delle rappresentazioni più note lo vede come uno dei protagonisti della saga videoludica Samurai Warriors. Nel corso dei vari titoli viene analizzato il suo profilo psicologico, diviso tra i suoi doveri di samurai e la conseguente fedeltà al suo signore e i propri ideali di pace e giustizia. Il tradimento, secondo gli sceneggiatori, fu dovuto alla perdita di fiducia da parte di Mitsuhide nei confronti di Oda Nobunaga, di cui aveva preso a deprecare i metodi sanguinari con i quali portava avanti la sua causa. Mitsuhide compare come personaggio rilevante anche nei videogiochi Pokémon + Nobunaga's Ambition e nella serie Sengoku Basara a partire dall'omonimo capostipite (noto in Occidente come Devil Kings), saltando Sengoku Basara X e apparendo in Sengoku Basara 4 come non giocabile.
Nel fumetto Billy Bat di Naoki Urasawa, Mitsuhide viene avvicinato dal pipistrello nero, motivo per il quale probabilmente verrà spinto a tradire Oda.
Compare anche nell'ultimo episodio dell'anime Drifters, profilandosi come acerrimo nemico del protagonista Oda Nobunaga.
Viene interpretato da Hidetoshi Nishijima nel film del 2023 Kubi dedicato all'incidente di Honnō-ji.
Nel terzo capitolo della saga videoludica di Onimusha della Capcom, Akechi Mitsuhide è lo zio del protagonista Samanosuke Akechi, prescelto dal clan Oni per sconfiggere Oda Nobunaga, reincarnazione del Re degli Inferi.
Compare nel capitolo della saga di Assassin's Creed di Ubisoft del 2025, Assassin's Creed Shadows, in cui è un membro degli Shinbakufu con i quali e con la co-protagonista Fujibayashi Naoe, ingannandola, pianifica l'uccisione di Oda Nobunaga, sostenendo falsamente che sia lui il capo degli Shinbakufu, solo per convincere Naoe a fare il lavoro sporco al posto suo.